# One World Human Rights Festival
Das One World Human Rights Documentary Festival (Tschechisch: Jeden svět, Deutsch: Eine Welt) ist das weltweit größte Filmfestival für Menschenrechte mit jährlich mehr als 120.000 Zuschauern. Seit 1999 findet es in Prag und über 30 anderen Städten der Tschechischen Republik statt. Eine Auswahl der Filme wird später auch im Rahmen von internationalen Partnerfestivals gezeigt. Das Festival präsentiert internationale Dokumentarfilme zu sozialen, politischen, ökologischen, medialen und menschenrechtlichen Themen. Es ist Gründungsmitglied des Human Rights Film Network, in dem 33 Festivals aus der ganzen Welt zusammengeschlossen sind. Gründer des Festivals ist der Journalist und Menschenrechtsaktivist Igor Blažević. Seit 2017 ist Ondřej Kamenický aktueller Direktor. Das Festival stand unter der Schirmherrschaft von Václav Havel, Außenminister Karel Schwarzenberg, Kulturminister Jiří Besser und dem Prager Bürgermeister Bohuslav Svoboda. Bis 2018 fand im Rahmen des One World Festivals auch das One World Berlin statt, welches seit 2019 Human Rights Film Festival Berlin (über 15.000 Besucher im Jahr 2023) heißt.

## Wettbewerb
Preise werden in verschiedenen Wettbewerbskategorien vergeben:
- Internationaler Wettbewerb
- Tschechischer Wettbewerb
- beste Regie im internationalen Wettbewerb
- Preis der Václav-Havel-Jury
- Publikumspreis
- Preis der Studentenjury

## Partnerfestivals
- Albanien, Tirana: International Human Rights Film Festival Albania
- Armenien, Yerevan: Fresco International Film Festival
- Belgien, Brüssel: One World Brüssel
- Bulgarien, Sofia: Sofia Biting Docs
- Deutschland, Berlin: Human Rights Film Festival Berlin, bis 2018 One World Berlin[10][11]
- Deutschland, Germany, Dresden: Move IT! Filmfestival
- Großbritannien, Edinburgh: Take One Action Film Festivals
- Hong Kong: Hong Kong Human Rights Film Festival
- Italien, Milano: Festival Del Cinema Africano, D‘Asia E America Latina
- Jordanien, Amman: Karama Human Rights Film Festival
- Kosovo, Prizren: Dokufest International Documentary and Short Film Festival
- Kazachstan, Almaty: QARA Film Festival
- Kyrgyzstan, Bishkek: Bir Duino Kyrgyzstan
- Moldovien, Tiraspol: Chesnok Film Festival
- Nicaragua, Managua: Festival de Cine Más
- Nordmazedonien, Skopje: Makedox Creative Documentary Film Festival
- Rumänien, Bucharest: One World Romania
- Südkorea: DMZ International Documentary Film Festival
- Tunesien: Human Screen Film Festival
- Ungarn, Budapest: Verzio International Human Rights Documentary Film Festival